# George Alcock
George Eric Deacon Alcock (28 de agosto de 1912 – 15 de diciembre de 2000) fue un astrónomo aficionado británico. Fue uno de los más famosos descubridores de novas y cometas del siglo XX.